# Сретение Господне (Йенидже)
„Сретение Господне/Христово“ (на гръцки: Ιερός Ναός της Υπαπαντής του Κυρίου) е възрожденска църква в село Йенидже (Йенисеа), Гърция, енорийски храм на Ксантийската и Перитеорийска епархия.
Завършена е според ктиторския надпис на 15 март 1835 година. Дело е на видния дебърски майстор Китан Петров. В църквата рисува друг дебърски майстор Стойче Станков.
В архитектурно отношение е трикорабна базилика с П-образна женска църква балкон. Олтарът е мраморна плоча с надпис. В средния кораб има проскинитарий с иконата на Сретение Господне от 1836 година. Иконостасът е обикновен, дървен, с ценни икони от XIX век. Дарителските им надписи са свидетелство за тютюневия бизнес в Йенидже и връзките с Одрин и Епир. Малката икона на Тримата йерарси в олтара е от втората половина на XVII век. Царските двери са изписани и резбовани, като в горната им част обазуват дъга, от чиито краища излизат змийски глави, лози и гроздове.
В северозападния ъгъл на двора има триетажна кулообразна камбанария, изградена вероятно в началото на XX век.